# Municipio de Leota
El municipio de Leota (en inglés: Leota Township) es un municipio ubicado en el condado de Nobles en el estado estadounidense de Minnesota. En el año 2010 tenía una población de 390 habitantes y una densidad poblacional de 4,15 personas por km².

## Geografía
El municipio de Leota se encuentra ubicado en las coordenadas 43°48′18″N 95°59′27″O / 43.80500, -95.99083. Según la Oficina del Censo de los Estados Unidos, el municipio tiene una superficie total de 93.91 km², de la cual 93,81 km² corresponden a tierra firme y (0,1 %) 0,1 km² es agua.

## Demografía
Según el censo de 2010, había 390 personas residiendo en el municipio de Leota. La densidad de población era de 4,15 hab./km². De los 390 habitantes, el municipio de Leota estaba compuesto por el 97,44 % blancos, el 1,03 % eran amerindios, el 0,26 % eran asiáticos, el 0,51 % eran de otras razas y el 0,77 % eran de una mezcla de razas. Del total de la población el 1,79 % eran hispanos o latinos de cualquier raza.